# Missionariszegel van Hawaï

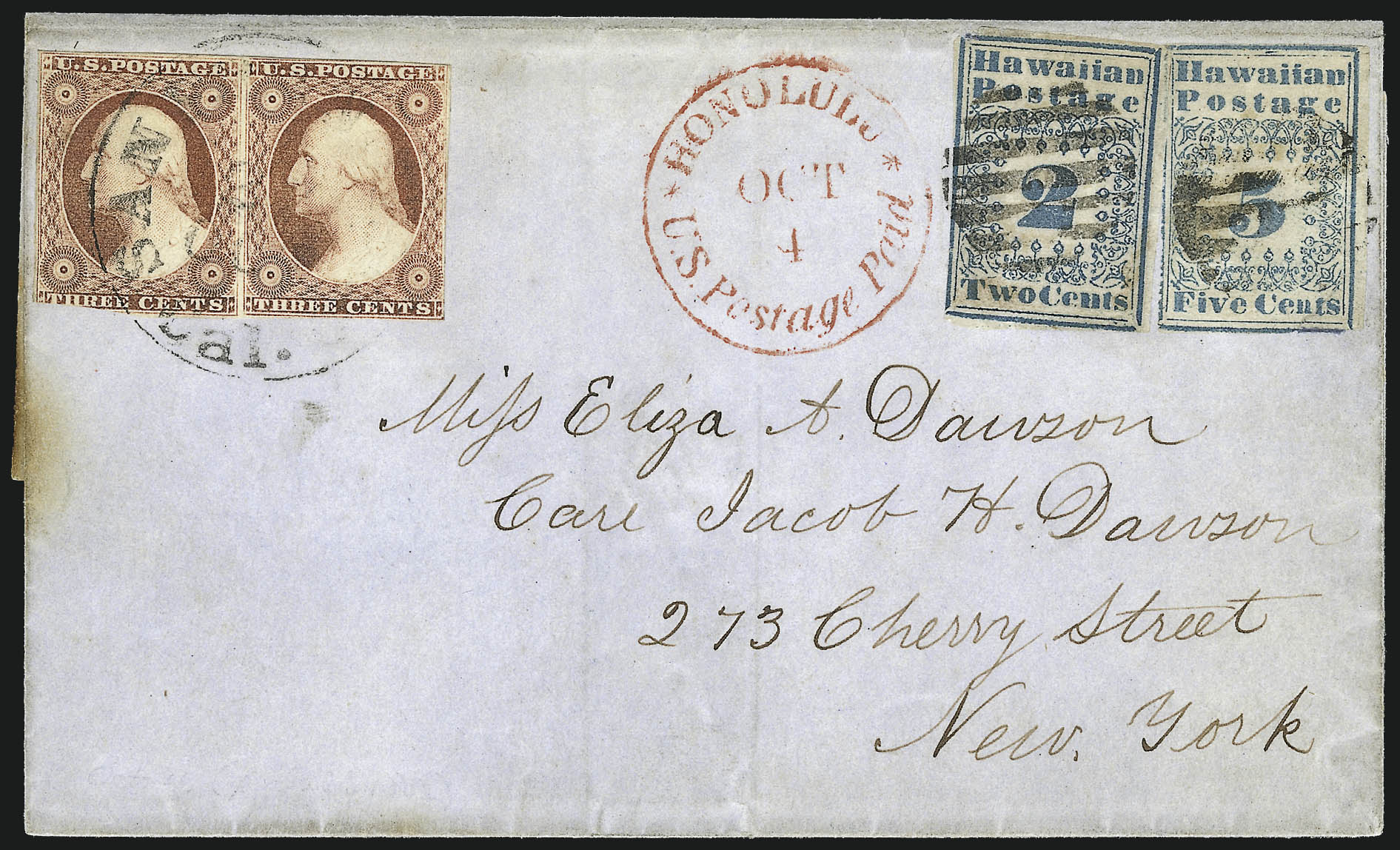
Dawson-envelop

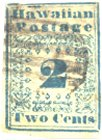
De missionariszegel van Hawaï

De missionariszegel van Hawaï is de eerste postzegel van het Koninkrijk Hawaï, die op 1 oktober 1851 werd uitgegeven. De zegels zijn bekend geworden als missionariszegels (Engels:missionaries) omdat ze hoofdzakelijk werden gebruikt op brieven van missionarissen die op de eilanden werkzaam waren.
De Dawson-envelop, met een paartje van de missionariszegels, is het enige bewaard gebleven voorbeeld van missionariszegels op een poststuk. Het stuk behoort tot de duurste filatelistische items.